# Kurtinig an der Weinstraße
Kurtinig an der Weinstraße (wł. Cortina sulla Strada del Vino) – miejscowość i gmina we Włoszech, w regionie Trydent-Górna Adyga, w prowincji Bolzano.
Liczba mieszkańców gminy wynosiła 637 (dane z roku 2009). Język niemiecki jest językiem ojczystym dla 68,92%, włoski dla 30,55%, a ladyński dla 0,53% mieszkańców (2001).